# 亚历山大·涅斯梅亚诺夫

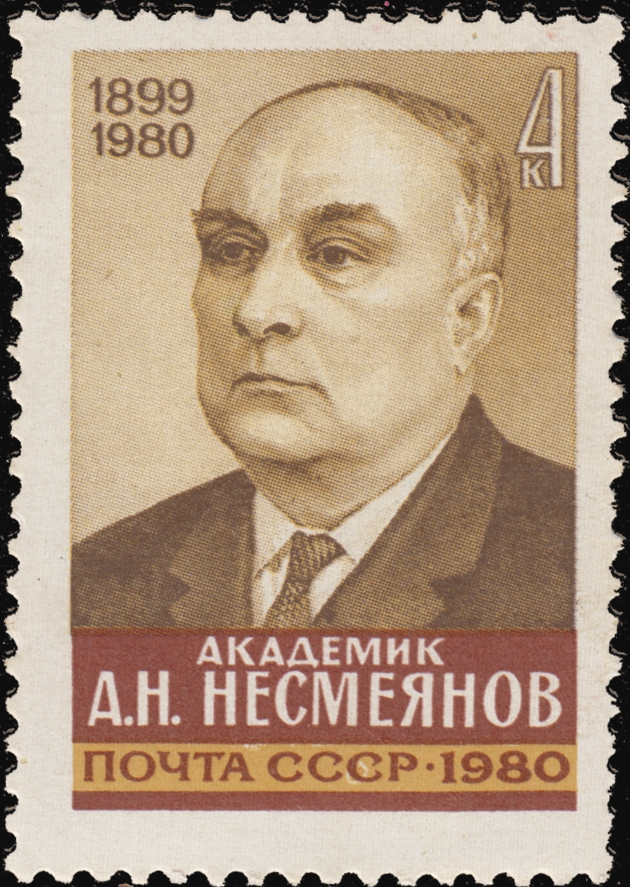
1980年邮票

亚历山大·尼古拉耶维奇·涅斯梅亚诺夫（1899年9月9日—1980年1月17日），苏联化学家。苏联科学院院长。英国皇家学会外籍院士。

## 生平
1899年9月9日生于莫斯科。1922年毕业于莫斯科大学，后留校工作。1930年至1934年在苏联科学院肥料和农药研究所工作。1934年在苏联科学院有机化学研究所工作。1935年起任教授。1939年当选为苏联科学院通讯院士，1943年入选正式院士。1939年至1954年任苏联科学院有机化学研究所所长。1948年至1951年担任莫斯科国立大学校长。
1951年2月，谢尔盖·瓦维洛夫去世后，他当选为苏联科学院院长。应本人要求，他于1961年5月19日辞去了苏联科学院院长的职务。1950年至1962年连续当选苏联最高苏维埃代表。
1980年1月17日在莫斯科去世。安葬于新圣女公墓。

## 研究
涅斯梅亚诺夫在金属有机化合物方面的化学研究上取得了丰硕成果。他所创造的可以使有机物质与一系列金属化合的“重氮化方法”尤其著名。

## 中文译本
- 涅斯米扬诺夫. . 国防工业出版社. 1960年.
- 涅斯米扬诺夫; 别里科夫. . 由王秉饮，李学建翻译. 科学普及出版社. 1983年.